# 春日和彦
春日 和彦（かすが かずひこ、1955年〈昭和30年〉6月29日 - ）は、札幌テレビの元アナウンサー。身長181cm。血液型A型。

## 来歴
- 神奈川県横浜市出身で[2]、宮城県仙台市育ち[1]。小学校6年時に放送クラブに入り放送業界を志す[1]。
- 母校の小学校の校歌の作曲が瀧廉太郎
- 仙台高等学校、日本大学芸術学部放送学科卒業[1]。大学時代は落語研究会に所属[1]。
- 1979年[1] - 1989年 STVアナウンサー（同期に高島浩一、飯塚須美子、山本圭子）
- その後、テレビ制作部→旭川放送局→テレビ営業部
- 1998年 報道部
- 2006.12 函館放送局長
- 2011.2 営業局エグゼクティブマネージャー
- 2013.7 事業局エグゼクティブマネージャー
- 2013.10 事業局コンテンツビジネス担当局長
- 2014.7 函館放送局長（再任）

## 人物
- 阪神タイガースファン。
- アナウンサー時代は、局内随一の怪談の語り手だった。

## 過去の担当・出演番組

### アナウンサー時代

#### テレビ
- ズームイン!!朝!（1987年-1989年）
- STVニュースTodayプラス1（土曜版を不定期）

#### ラジオ
- 春日和彦のアタックヤング（1981.4-1987.3、2002.10.19）[1]
- 日高晤郎ショー（リポーター 1983.4-?）
- ドライビングパートナー・ラジオスクランブル（1983.4-1986.9、牧やすまさと担当）[1]
- STVホットライン（1986.10-1987.3）
- サッポロ22時 夜は金時（1989.4.10-1989.7.31）

- その他、スポーツ中継等

### 報道部時代
- 情報!Sセンス!（初代プロデューサー・プログラムディレクター 2000.10.2-2001.3）
- どさんこワイド（ニュースキャスター 2001.4.2-2006.9.29）

### 営業局エグゼクティブマネージャー時代
- 24時間テレビ「愛は地球を救う34」（チャリティーランナーの徳光和夫を「ズームイン!!朝!」の中継キャスターが生中継で応援する企画で、北海道から橋本登代子と共に出演 2011.8.21）